# Bernart de Venzac
Pour les articles homonymes, voir Venzac.
Bernart de Venzac, est un troubadour des XIIe et XIIIe siècles, contemporain soit de Hugues II,, soit de Hugues IV,, tous les deux comte de Rodez. Malgré son surnom de Venzac, rien n'atteste qu'il soit originaire de ce village.

## Biographie
Se référant à un vers d'un de ses sirventès adressé à Uc c'est-à-dire Hugues en français, Émeric David dans l'Histoire Littéraire situe la vie de Bernart de Venzac à l'époque d'Hugues IV, comte de Rodez entre 1227 et 1274, dont il aurait fréquenté la cour, consolidant sa thèse par le fait que le troubadour, dans ce même sirventès, fait des vœux pour la prospérité de la jeunesse de ce seigneur.
Pour Simon Gaunt et Sarah Kay ainsi que pour Martin de Riquer, qui s'appuient eux aussi sur le même passage mais fondent leur théorie sur la similitude de style avec Marcabru troubadour du XIIe siècle, il aurait vécu à l'époque d'Hugues II, décédé en 1208. Ils argumentent aussi que le vers del bisb'e d'elh se réfère à un accord passé entre le comte de Rodez et l'évêque de Rodez en 1195.
La lignée des comtes de Rodez à cette époque rend ces deux hypothèses vraisemblables.  

## Œuvre

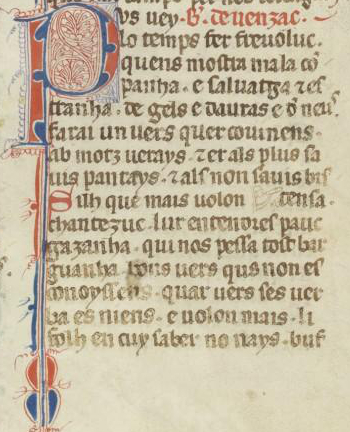
Bernart de Venzac
Pus vey lo temps fer, frevoluc
BNF Français ms.856 f.258r

Les cinq pièces connues de Bernart de Venzac forment un ensemble cohérent et continu dans le manuscrit Français ms. 856 du folio 258r au folio 260r. Il s'agit de quatre sirventès et d'une aubade en l'honneur de la Trinité et de la Vierge. Cette même aubade est présente dans le chansonnier provençal connu sous le nom de Chansonnier La Vallière aux folios 92v et 93r.
Quelle que soit l'époque à laquelle se situe le floruit de Bernart de Venzac, les études sur ce troubadour concordent pour dire que ses sirventès sont moralistes et ironiques,, dirigés contre la corruption de son siècle en général et particulièrement contre les femmes et les maris qui les livrent à des amants pour autoriser leur propre libertinage. Son langage est travaillé, adoptant un vocabulaire populaire, coloré et riche,. Il utilise l'ellipse, figure familière aux troubadours, et afin de mieux obscurcir le sens de ses paroles, il va jusqu'à changer des désinences, jusqu'à se créer des rimes. Il emploie des mots originaux qu'il a peut-être inventé comme esparpalh, frevoluc, frescum, amarum,.
Quant à son aubade en l'honneur de la Trinité et de la Vierge, elle est composée de quatre couplets qui tous se terminent par le mots alba, comme dans les aubades ordinaires. Cependant, ce mot qui annonçait le moment où l'amant devait se séparer de sa dame, se rapporte ici aux clartés et aux joies du paradis.
Voici une transcription du début d'un ces sirventès :
Pus vey lo temps fer, frevoluc,

Que n's mostra maia companha,

E salvatja et estranha

De gels e d'auras e de vens,

Farai un vers qu'er covinens

Ab motz verays,

Et er al plus savis pantays,

Et als non savis bistensa. 

Puisque je vois le temps âpre et froid

Nous annoncer la compagnie

Sauvage et sinistre

De la gelée, du vent et des tempêtes,

Je ferai un vers à l'avenant,

Effrayant pour les plus sages,

D'un sens douteux pour les fous.  